# Hvid Dansk Landrace (svinerace)
 Denne artikel bør gennemlæses af en person med fagkendskab for at sikre den faglige korrekthed.

Hvid Dansk Landrace er en dansk svinerace. Den kaldes også for Baconsvinet og var indtil for 30 år siden danske svineproducenters stolthed og trumfkort. Baconsvinet udgjorde en af Danmarks væsentligste eksportvarer.
Hundrede år tog det at udvikle dette svin og tilføre dets flæskesider et par ekstra ribben. En avlsbedrift, som blev kendt i hele verden.

## Historie
På 30 år er så godt som alle hvide landracesvin blevet erstattet eller indkrydset med bl.a. engelske, canadiske, norske og finske racer. Der er under 50 rene dyr tilbage, hvortil kommer sæd af enkelte orner i en dybfryser. Det er mere end tvivlsomt, om man på et så spinkelt grundlag kan redde racen; svin er relativt følsomme overfor indavl.